# حسومي مسعودو
حسومي مسعودو وزير الخارجية السابق لجمهورية النيجر، وتم عزله بعد الإطاحة بالرئيس السابق محمد بازوم.